# Xestia uclesina
Xestia uclesina là một loài bướm đêm trong họ Noctuidae.